# Konanakunte
Konanakunte è una suddivisione dell'India, classificata come census town, di 13.262 abitanti, situata nel distretto di Bangalore Urbana, nello stato federato del Karnataka. In base al numero di abitanti la città rientra nella classe IV (da 10.000 a 19.999 persone).

## Geografia fisica
La città è situata a 12° 53' 31 N e 77° 34' 04 E.

## Società

### Evoluzione demografica
Al censimento del 2001 la popolazione di Konanakunte assommava a 13.262 persone, delle quali 7.110 maschi e 6.152 femmine. I bambini di età inferiore o uguale ai sei anni assommavano a 1.494, dei quali 790 maschi e 704 femmine. Infine, coloro che erano in grado di saper almeno leggere e scrivere erano 10.238, dei quali 5.756 maschi e 4.482 femmine.